# Jessica M. Weis

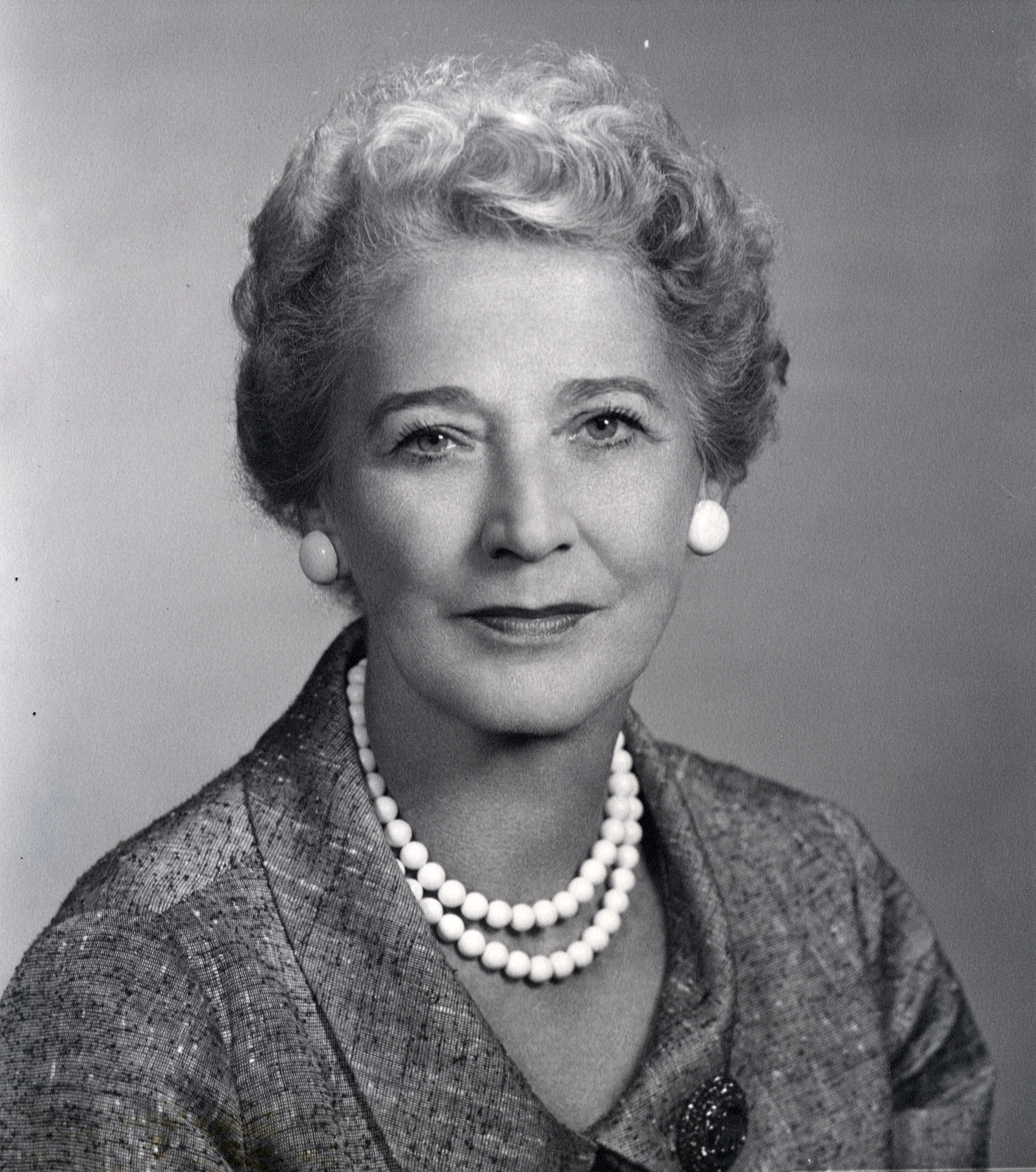
Jessica M. Weis

Jessica McCullough Weis (* 8. Juli 1901 in Chicago, Illinois; † 1. Mai 1963 in Rochester, New York) war eine US-amerikanische Politikerin. Zwischen 1959 und 1963 vertrat sie den Bundesstaat New York im US-Repräsentantenhaus.

## Werdegang
Jessica McCullough, so ihr Geburtsname, besuchte die Franklin School in Buffalo, die  Miss Wright’s School in Bryn Mawr (Pennsylvania) und die Madam Rieffel’s School in New York City. In ihrer Jugend arbeitete sie für einige Wohlfahrtsorganisationen, darunter das Rote Kreuz. Seit Mitte der 1930er Jahre war sie in der Republikanischen Partei politisch aktiv. Sie wurde Mitglied der Inter-American Commission of Women und war zwischen 1937 und 1952 stellvertretende republikanische Bezirksvorsitzende im Monroe County. In den Jahren 1940 und 1941 fungierte sie als Präsidentin der Bundesvereinigung Republikanischer Frauen (National Federation of Republican Women). Von 1944 bis 1963 gehörte sie dem Republican National Committee an. Zwischen 1940 und 1956 nahm sie als Delegierte an allen Republican National Conventions teil. In den Jahren 1953, 1956 und 1960 war sie Mitglied im nationalen zivilen Verteidigungsrat (National Civil Defense Advisory Council).
Bei den Kongresswahlen des Jahres 1958 wurde Weis im 38. Wahlbezirk von New York in das US-Repräsentantenhaus in Washington, D.C. gewählt, wo sie am 3. Januar 1959 die Nachfolge von Kenneth Keating antrat. Nach einer Wiederwahl konnte sie bis zum 3. Januar 1963 zwei Legislaturperioden im Kongress absolvieren. Diese waren von den Ereignissen des Kalten Krieges und hier besonders durch die Kubakrise sowie von den Ereignissen der Bürgerrechtsbewegung geprägt. Jessica Weis saß im Committee on Government Operations, im Ausschuss zur Verwaltung des Bundesbezirks District of Columbia und im neu geschaffenen Ausschuss für Wissenschaft und Raumfahrt. Aufgrund einer Krebserkrankung verzichtete sie im Jahr 1962 auf eine weitere Kandidatur.
Jessica Weis starb am 1. Mai 1963 in Rochester, wo sie auch beigesetzt wurde. Sie war seit 1921 mit Charles William Weis verheiratet, mit dem sie drei Kinder hatte.